# Alaksandr Iwaszka
Alaksandr Iwaszka (biał. Аляксандр Івашка; ur. 14 lutego 1987) – białoruski wioślarz.

## Osiągnięcia
- Mistrzostwa Świata U-23 – Račice 2009 – czwórka podwójna – 6. miejsce[1].
- Mistrzostwa Europy – Brześć 2009 – dwójka podwójna – 6. miejsce[1].